# Eucalyptus fulgens
Eucalyptus fulgens är en myrtenväxtart som beskrevs av K. Rule. Eucalyptus fulgens ingår i släktet Eucalyptus och familjen myrtenväxter. Inga underarter finns listade i Catalogue of Life.